# Lijst van rijksmonumenten in Utrecht (stad)/Domplein
De stad Utrecht telt in totaal 1.402 inschrijvingen in het rijksmonumentenregister, het Domplein in het centrum telt 13 rijksmonumenten. Hieronder een overzicht.
| Object | Oorspronkelijke functie?  | Bouwjaar                     | Architect | Locatie     | Coördinaten?                | Nr.?   | Afbeelding        |
| --- | ------------------------- | ---------------------------- | --------- | ----------- | --------------------------- | ------ | ----------------- |
| De ondergrondse restanten van het Romeinse castellum Traiectum en van bouwwerken uit de latere middeleeuwen op het Domplein | Gebouw                    | Romeinse tijd / middeleeuwen |           | Domplein    | 52° 5' 26" NB, 5° 7' 18" OL | 36078  | Meer afbeeldingen |
| Piscina met wandschildering                                                                                                 | Kerkelijke dienstwoning   | eerste helft 14e eeuw        |           | Domplein 4  | 52° 5' 29" NB, 5° 7' 17" OL | 36069  | Meer afbeeldingen |
| Zeer ondiep huis van twee bouwlagen                                                                                         | Werk-woonhuis             | 17e eeuw                     |           | Domplein 10 | 52° 5' 27" NB, 5° 7' 15" OL | 450412 | Meer afbeeldingen |
| Huis bestaande uit twee bouwlagen                                                                                           | Werk-woonhuis             | 17e eeuw                     |           | Domplein 11 | 52° 5' 28" NB, 5° 7' 15" OL | 450413 | Meer afbeeldingen |
| Huis bestaande uit twee bouwlagen                                                                                           | Werk-woonhuis             | middeleeuwen / 17e eeuw      |           | Domplein 12 | 52° 5' 28" NB, 5° 7' 15" OL | 450414 | Meer afbeeldingen |
| Delen van het keizerlijk paleis Lofen                                                                                       | Kasteel, buitenplaats     | 11e eeuw                     |           | Domplein 13 | 52° 5' 27" NB, 5° 7' 14" OL | 36070  | Meer afbeeldingen |
| Delen van het keizerlijk paleis Lofen                                                                                       | Straatmeubilair           | 11e eeuw                     |           | Domplein 14 | 52° 5' 27" NB, 5° 7' 14" OL | 36071  | Meer afbeeldingen |
| Delen van het keizerlijk paleis Lofen                                                                                       | Straatmeubilair           | 11e eeuw                     |           | Domplein 15 | 52° 5' 27" NB, 5° 7' 15" OL | 36072  | Meer afbeeldingen |
| Delen van het keizerlijk paleis Lofen                                                                                       | Kasteel, buitenplaats     | 11e eeuw                     |           | Domplein 16 | 52° 5' 27" NB, 5° 7' 15" OL | 36073  | Meer afbeeldingen |
| Delen van het keizerlijk paleis Lofen                                                                                       | Kasteel, buitenplaats     | 11e eeuw                     |           | Domplein 17 | 52° 5' 27" NB, 5° 7' 15" OL | 36074  | Meer afbeeldingen |
| Domtoren | Vanwege onderdelen kerk   | 1321-1382                    |           | Domplein 21 | 52° 5' 26" NB, 5° 7' 17" OL | 36075  | Meer afbeeldingen |
| Kapittelhuis met groot auditorium der rijksuniversiteit                                                                     | Klooster, kloosteronderdl | 15e eeuw                     |           | Domplein 29 | 52° 5' 26" NB, 5° 7' 22" OL | 36076  | Meer afbeeldingen |
| Academiegebouw | Onderwijs en wetenschap   | 1892                         |           | Domplein 29 | 52° 5' 25" NB, 5° 7' 20" OL | 514264 | Meer afbeeldingen |
| Kloostergang Domkerk | Vanwege onderdelen kerk   |                              |           | Domplein 30 | 52° 5' 26" NB, 5° 7' 21" OL | 36077  | Meer afbeeldingen |